# اوشتربروخ
اوشتربروخ (به آلمانی: Osterbruch) یک شهر در آلمان است که در لاند هادلن (زامتگمایند) واقع شده‌است. اوشتربروخ ۵۷۶ نفر جمعیت دارد.